# Burg Hallburg
Die Burg Hallburg, auch Schloss Hallburg genannt, ist eine Höhenburg auf dem 230 m ü. NN hohen Hallburger Schlossberg über der Volkacher Mainschleife auf der Flur des Volkacher Ortsteils Hallburg im unterfränkischen Landkreis Kitzingen in Bayern.

## Geschichte
Die Burg, deren Geschichte zum Teil im Dunklen liegt, war bis 1230 im Besitz der Grafen zu Castell, die im 11. Jahrhundert die Vogteirechte in Volkach hatten. Vermutlich erhielten sie die Burg als Reichslehen und betrieben sie als Zollburg am Main. 1194 wird urkundlich ein Iringo de Heliburch erwähnt, der bereits 1177 gemeinsam mit seinem Vater, dem Schultheissen Heinrich und seinem Bruder, dem späteren Reichsküchenmeister Heinrich I. von Rothenburg genannt wird. 1182 wird er urkundlich als Iring von Kürnach bezeichnet und wird dem Würzburger Ministerialadelsgeschlecht derer von Püssensheim zugeordnet.
Im Sühnevertrag vom 18. Januar 1230 musste Graf Rupert zu Castell die Burg als Entschädigung an das Bistum Würzburg abtreten und empfing sie als Stiftslehen zurück. Als castell’sche Dienstmannen auf der Burg werden die Brüder Berthold (1241, 1254), sein Bruder Friedrich (1244) und ein Albert (1248) genannt. Im Jahr 1314 kam die Burg an Heinrich von Hohenlohe, der erste Mainzoll wurde unter seiner Herrschaft erhoben. Die Fuchsen von Schwanberg erhielten Teile der Hallburg, die sie 1334 verkauften.
1365 wurde die Burg Stephan Zollner zu Hallburg übereignet. Den Zollners gehörte die Burg bis ins 17. Jahrhundert. Im 15. Jahrhundert zerstörten Fehden und Unwetter die Hallburg. 1525, im Deutschen Bauernkrieg, plünderten Volkacher und Fahrer Bauern die Zollburg. Im Jahr 1631 besetzten die Schweden die Burg und feierten in der Kapelle protestantischen Gottesdienst. Vor allem aber setzte die Misswirtschaft der Eigentümer dem Gebäude zu, sodass 1634 das Gelände nicht länger an die Zollner verliehen wurde.
Im 17. Jahrhundert kam die Anlage an die Grafen von Stadion. 1634 war die Verwaltung einem Vogt überlassen, da die Grafen die Burg kaum bewohnten. Im Jahr 1639 ging das Burggelände an die Schenken von Stauffenberg, die bis zum Reichsdeputationshauptschluss Eigentümer der Burg blieben.
Nach der Säkularisation 1806 kam die Hallburg an Franz Erwein von Schönborn. In den 1840er Jahren änderte sich die Nutzung der Hallburg erneut: Die Sekundogenitur der Grafen von Schönborn hatte dort ihren Sitz. Es folgten häufige Vermietungen der Schlossanlage, 1866 zog englischer Militär, 1869 der russische Baron von Grothues ein. Am 20. September 1955 wurde die Gemarkung mit Burg und Gutshof in die Stadt Volkach eingemeindet. Mit der 1957 erfolgten Fertigstellung des Mainkanals als Durchstich zwischen Volkach und Gerlachshausen liegt der Hallburger Schlossberg auf der dadurch entstandenen Weininsel.
Auf dem Burgareal befinden sich heute der landwirtschaftliche Gutshof und das Weingut Graf von Schönborn mit der Weinlage Schlossberg, geführt von der schönborn’schen Domänenverwaltung Wiesentheid. Außerdem war in der Burg bis zum Brand im Küchenbereich am 16. Mai 2016 ein Gasthof untergebracht.
Das Bayerische Landesamt für Denkmalpflege führt die Überreste der Hallburg unter der Denkmalnummer D-6-75-174-269.

## Baubeschreibung
Nach mehreren Zerstörungen und anschließenden Aufbauphasen nahm das bebaute Areal der Burg an Größe ab. Sie war wohl früher doppelt so groß wie heute. Aus dem 13. Jahrhundert sind die Reste eines Rundturms erhalten. Für das Jahr 1454 ist ein Brückenbau auf der Burganlage verbürgt. Eine Inventarauflistung geschah 1490, danach war die Burg lediglich mit dem Notwendigsten ausgestattet, und es waren dort vor allem Rüstungen und Armbrüste untergebracht. 1492 kam es zur Erweiterung. Es wurden erstmals Mauer, Graben und Zwinger erbaut.
In den nächsten Jahrhunderten verfiel die Anlage nach Kriegen und Aufständen. Die Grafen von Stadion erweiterten den Bau erneut. Nun wurde ein Schneckenturm neben dem Bergfried errichtet. Außerdem wurde der charakteristische Turm mit einem Dachstuhl versehen. Man sprach damals von einer oberen und einer unteren Burg.
Die Burganlage weist heute einen ovalen Bering auf. Die Mauern sind zum Teil noch erhalten. Der lange Wohnbereich aus dem 16. Jahrhundert, im Grundriss leicht geknickt, ist mit Treppengiebeln versehen. Das Satteldach wird von zwei Reihen Schleppgauben unterbrochen. Die Gewände der Fenster aus Naturstein sind teilweise gekehlt. Die Portale im Süden der Anlage tragen unterbrochene Giebelverdeckungen. Der viergeschossige Bergfried schneidet in etwa der Mitte der Längsseite ein. Der Turm stammt aus dem 13. Jahrhundert und ist mit einer Renaissance-Haube bedeckt. Reste der ursprünglich vorhandenen Vorburg befinden sich im Westen der Anlage.
Die Schlosskapelle, die dem Patronat des heiligen Pankratius untersteht, befindet sich im Erdgeschoss des Bergfrieds. Sie weist Rippenkreuzgewölbe auf und ist etwa seit dem Jahr 1400 belegt.

## Namensherkunft
Der Name Hallburg (in älteren Werken auch Halburg) ist aus dem Althochdeutschen abgeleitet. Er setzt sich aus den Wörtern Halle und Burg zusammen. Halle, vom althochdeutschen halla stammend, bedeutet verbergen, verstecken. Burg entstand aus dem Wort Berg. Hallburg bedeutet demnach Versteck auf dem Berg.

## Sagen

### Die Zollner auf Kreuzzug
Während einer der Kreuzzüge saßen zwei Brüder aus dem Geschlecht der Zollner auf der Hallburg. Der eine war bereits verheiratet, der andere war noch ledig. Beide zogen zusammen mit den Kreuzfahrerheeren in das Heilige Land und kämpften dort gegen die heidnischen Türken. Eine große Schlacht wurde allerdings von den Christen verloren und die beiden Brüder gerieten in die Gefangenschaft des Feindes.
Nachdem sie lange im Kerker gesessen, ihren Glauben aber nicht abgeschwört hatten, wurden sie zum Tode verurteilt. Als die Tochter des türkischen Kerkermeisters dies hörte, weinte sie, weil sie ebenfalls dem christlichen Glauben zugeneigt war. Daraufhin bat sie die beiden Gefangenen, sie in ihre letzten Gebete einzuschließen. Am Tag der Hinrichtung beteten die beiden Zollner-Brüder zur Maria im Weingarten, zu der sie oft gepilgert waren und bezogen auch die junge Türkin mit ein.
Im Traum erschien ihnen Maria vom Volkacher Kirchberg und winkte ihnen zu. Auf der Hallburg träumte auch die zurückgelassene Frau des einen Zollners in der gleichen Nacht von Maria. Also tat die Frau am nächsten Morgen einen Bittgang zum Kirchberg. Dort entdeckte sie zwei Männer in Sklavenkleidung und ein junges Mädchen in türkischer Tracht. Sie erkannte ihren Mann unter ihnen und alle beteten. Die Türkin wurde die Ehefrau des jungen Zollners und ließ sich auf dem Kirchberg taufen.

### Schön-Elslein
Auf der Hallburg lebte einst ein angesehener Burgwart, dessen Tochter das schönste Mädchen im ganzen Maintal war. Der Sohn des Burggrafen auf der Hallburg fand an Elslein großen Gefallen und sie erwiderte seine Liebe. Die Pläne des Vaters aber sahen vor, dass der Junge eine Adelige heiraten sollte. Also ließ der Burggraf das Mädchen entführen. Sein Sohn kehrte von einer Jagd zurück und fand das Mädchen nicht mehr wieder. Da schwor er: „Wird Elslein nicht im Leben mein, dann im Tode!“
Die Gesuchte war von den Knechten des Grafen ins Fichtelgebirge gebracht worden, wo sie auf dem Anwesen eines Köhlers tief im Wald lebte. Hier blieb sie viele Jahre, ehe sie eines Tages entfloh, um ihren Geliebten zu finden. Als sie an den Main gelangt war, wurde sie von ihren Verfolgern eingeholt. Sie sprang in den Fluss und ertrank. Der junge Burggraf saß an diesem Tag auch am Main und trauerte, als er die Umrisse seiner Geliebten im Fluss sah. Er sprang hinein und ertrank ebenfalls.

### Ritter Harlachan
Auf der Hallburg hat auch die Sage über den Ritter Harlachan (auch Junker Hahla) ihren Ursprung, die in einigen umliegenden Ortschaften mit vielen Varianten erzählt wurde.
Zu der Zeit, als noch Minnesänger von Burg zu Burg zogen, lebte auf der Hallburg Frau Gute mit ihrer Tochter Roselinde. Viele Sänger warben um die Gunst der schönen Roselinde. Sie aber liebte den verwaisten Junker Bodo. Dieser aber musste in die Welt ziehen und verließ die Hallburg. Allerdings ließ er immer wieder Ritter Grüße an Roselinde übermitteln, die nach dem Fortgang des Geliebten immer stiller geworden war.
Eines Tages besuchte ein anderer Ritter mit finsterem Gesicht die Burg. Ritter Harlachan war auf einem Kreuzzug gefangen genommen worden und hatte bis zu seiner Flucht viele Jahre bei den Heiden verbracht. Der Burggraf, Roselindes Vater, mochte ihn und trank und spielte mit ihm die ganze Nacht. Der Graf setzte alle Äcker, Höfe, Wälder und seine Burg und verlor sie an den Fremden. Dieser forderte mit einem letzten Wurf der Würfel: „Deine Tochter mir oder mein Gewinn dir!“
Der Burggraf verlor das Spiel und Roselinde musste widerwillig den Ritter Harlachan heiraten. Dieser war nach der Hochzeit nicht mehr so roh wie zuvor und vertagte die Überschreibung des Besitzes des Burggrafen. Er begann Roselinde zu umsorgen und war ein guter Ehemann. Sie aber sehnte sich nach ihrer Jugendliebe Bodo und wurde immer müder und stiller. Eines Tages kehrte Bodo zum Hof zurück, er wurde allerdings von Ritter Harlachan hinausgeworfen.
Bodo aber gab nicht auf und verabredete sich eines Abends mit Roselinde. Sie knotete die Tücher ihres Gemachs aneinander und kletterte die Burgmauer hinunter, wo Bodo wartete. Als sie mit dem Angebeteten verschwinden wollte, kam ihr plötzlich, wie gut Ritter Harlachan zu ihr gewesen war. In diesem Moment sprang der Ritter aus einem Gebüsch und durchbohrte beide mit seinem Schwert. Die letzten Worte der Roselinde waren: „Ich war dir treu!“ Daraufhin tötete sich der Ritter vor Verzweiflung selbst. Sein Geist soll noch heute an der Hallburg umgehen.

### Der Reiter ohne Kopf
Einer der letzten Herren der Hallburg war Stoffel aus dem Geschlecht der Zollner. Er vergeudete sein Vermögen durch Trinken und das Glücksspiel und schädigte die Bauern in der Umgebung durch sein Verhalten. Auch ließ er Jagden veranstalten, die die Felder der einfachen Bevölkerung verwüsteten. Die Marktschiffe, die am Fuße der Hallburg hielten, wurden von ihm erpresst, die besten Waren nahm er an sich.
Daraufhin ließ der Fürstbischof von Würzburg, der Landesherr des Zollner, einen Trupp Reiter zur Hallburg schicken und den Aufrührer verhaften. In Würzburg wurde er wegen Landfriedensbruchs enthauptet. Seit dieser Zeit spukt der Reiter ohne Kopf um Mitternacht in der Gegend der Hallburg. Diese Erzählung geht wohl auf eine wahre Geschichte zurück, da im Jahr 1624 Christoph Zollner wegen Straßenraubes in Würzburg exekutiert wurde.